# Cymodusopsis melanosoma
Cymodusopsis melanosoma là một loài tò vò trong họ Ichneumonidae.